# Hexorthodes optima
Hexorthodes optima är en fjärilsart som beskrevs av Dyar 1919. Hexorthodes optima ingår i släktet Hexorthodes och familjen nattflyn. Inga underarter finns listade i Catalogue of Life.